# تپه زق‌جار (کنگاور)
تپه زق جار ۱ - K۷۷ مربوط به دوران پیش از تاریخ ایران باستان -صدر اسلام است و در شهرستان کنگاور، روستای چشمه نوش واقع شده و این اثر در تاریخ ۱۰ دی ۱۳۸۱ با شمارهٔ ثبت ۶۶۱۰ به‌عنوان یکی از آثار ملی ایران به ثبت رسیده است.